# Comté de Hocking
Le comté de Hocking – en anglais : Hocking County – est un des 88 comtés de l’État de l’Ohio, aux États-Unis.
Son siège est fixé à Logan.